# Weismain
Weismain település Németországban, azon belül Bajorországban. Lakosainak száma 4803 fő (2023. december 31.).

## Népesség
A település népessége az elmúlt években az alábbi módon változott:
| Lakosok száma | 1166 | 2137 | 2347 | 4675 | 4896 | 4811 | 4816 | 4812 | 4748 | 4803 |
|               | 1875 | 1950 | 1975 | 1987 | 2012 | 2014 | 2016 | 2017 | 2021 | 2023 |